# Jean-Pierre Ducasse
Jean-Pierre Ducasse (* 16. Juli 1944 in Paris; † 19. Februar 1969 in Villeneuve-Loubet) ist ein ehemaliger französischer Radrennfahrer und nationaler Meister im Radsport.

## Sportliche Laufbahn
Ducasse war im Straßenradsport und im Querfeldeinrennen (heutige Bezeichnung Cyclocross) aktiv. Als Amateur startete er für die Vereine „Pédale Charentonnaise“ und „US Créteil“. Er gewann unter anderem die Trophée Peugeot à Valentigney und eine Etappe bei Paris–Saint-Pourçain 1966. Bei Paris–Brüssel 1966 wurde er Zweiter im Amateurrennen. In der Tour de l’Avenir 1966 wurde er 18.
1967 und 1969 war Ducasse Berufsfahrer. Er wurde 1967 Zweiter der Vuelta a España hinter Jan Janssen und trug das Führungstrikot für zwei Tage. 1968 wurde er 12. in diesem Etappenrennen. In der Tour de France 1968 wurde er 31. Er überquerte als Erster den Tourmalet während der Tour.
Im Querfeldeinrennen gewann Ducasse den nationalen Titel 1967 vor Pierre Bernet, 1968 vor Luc Evrard. Bei den Cyclocross-Weltmeisterschaften 1968 kam er auf den 8. Platz im Profirennen.
Ducasse starb gemeinsam mit seinem Teamkollegen Michel Bon durch einen Defekt in der Gasleitung ihres Hotelzimmers im Trainingslager, bei dem beide eine Gasvergiftung erlitten.